# Electro Ghetto
Az Electro Ghetto Bushido második szólóalbuma, melyet 2004-ben jelentetett meg az ersguterjunge. Bushido stílusára jellemző az elektronikus ütemek és az agresszív dalszövegek használata, habár vannak az albumon visszafogottabb dalok is, mint a Nie Wieder, Hoffnung stirbt zuletzt vagy a Schmetterling. Bushidonak ez az első albuma az Aggro Berlinnel való "szakítása" óta. 2005-ben az Electro Ghettot jelölték az Echo-n. 2006-ban az Electro Ghetto aranylemezt kapott. Eközben kétszer újra kiadták a lemezt: 2005-ben és 2006-ban, a Limited Pur Edition 2005-ben jelent meg. 2006. január 1-je óta "indexen" van Németországban az album (ti. kiskorúaknak káros lehet a Gangbang c. szám szövege). A jelzett-indexelt szám kihagyásával kétszer kiadták még az albumot. Az Electro Ghetto Bushido első albuma amely arany minősítést tudott szerezni. Az album borítóját Dirk Rudolph alkotta.
Többek közt a következő előadók szerepelnek az albumon: Azad, Sentino, Cassandra Steen, Bass Sultan Hengzt és Baba Saad.
Három kislemez született meg az albumról: "Nie wieder", "Hoffnung stirbt zuletzt" és a "Schmetterling".

## Tracklista
1. "Intro"
2. "Electro Ghetto"
3. "Kopf Hoch"
4. "KORS is One" (Skit)
5. "Ersguterjunge" (feat. Baba Saad)
6. "Schmetterling"
7. "Typisch Ich"
8. "Ewige Nacht" (feat. Azad, Chaker & Bossbitch Berlin)
9. "Teufelskreis" (feat. Sentino)
10. "Gangbang" (feat. Baba Saad & Bass Sultan Hengzt)
11. "Deutschland gib' mir ein Mic" (feat. Sentino)
12. "Gemein wie 100" (feat. King Ali)
13. "Knast oder Ruhm"
14. "Kors" (Skit)
15. "Wenn wir kommen" (feat. Baba Saad)
16. "Feuersturm" (feat. Azad & Bossbitch Berlin)
17. "Hoffnung stirbt zuletzt" (feat. Cassandra Steen)
18. "Watch me now" (Skit)
19. "Ihr wartet drauf"
20. "Electro Ghetto" (Skit)
21. "Nie wieder"
22. "Outro"

## Az album készítése
Sokan vettek részt az album készítésében, többek közt Beathoavenz, DJ Desue vagy Bushido maga. De a legtöbbet kétségkívül Bushido akkori Tour-DJ-je, DJ Illan dolgozott. Itt született a számok közül több is (Electro Ghetto, Ersguterjunge, Ewige Nacht, Feuersturm, Gangbang és a Hoffnung stirbt zuletzt).
Szintén hat zeneszámot készített DJ Desue, név szerint: Typisch ich, Teufelskreis, Deutschland, gib mir ein Mic; Ihr wartet drauf, Wenn wir kommen és a Nie wieder. D-Bo csak egy számot készített. Itt beszélhetünk a Schmetterling című számról. Emellett egy beat-et Rasputin készített. A Beathoavenz alkotta továbbá a következő számokat: Kopf hoch és Gemein wie 100. Vannak még különböző remixek a Gemein wie 100-ről, a Typisch Ich-ről, az Electro Ghetto-ról és a Nie Wieder-ről.

## Díjak
- 2005: ECHO Musikpreis
- 2006: Aranylemez